# Giovanni Panozzo
Giovanni Panozzo (* 24. Februar 1909 in Basel; † Februar 1993 ebenda) war ein Schweizer Architekt.

## Leben und Werk
Giovanni Panozzo war ein Sohn eines aus Padua eingewanderten Eisenbetonfachmanns, der u. a. bei den Bauarbeiten des Goetheanum in Dornach mitarbeitete und 1922 das Schweizer Bürgerrecht erhielt.
Panozzo arbeitete nach der Mittelschule als Bauhandlanger bei der Basler Baufirma Stamm. Daneben bildete er sich selbstständig an der Allgemeinen Gewerbeschule Basel weiter wo er u. a. Kurse bei Paul Artaria besuchte, mit dem er sich später auch befreundete.
Während der Lehrzeit zum Bauzeichner schickte er Arbeiten an das Bauhaus Dessau. In der Folge wurde er an der Schule aufgenommen und liess sich nach der Lehrzeit ab 1928 in sechs Semester zum Architekten ausbilden. Den Vorkurs besuchte er bei Josef Albers. Zudem war er ein Schüler bei Wassily Kandinsky, Paul Klee und László Moholy-Nagy. Ludwig Mies van der Rohe unterzeichnete 1930 sein Bauhaus-Diplom. Obwohl Panozzo ein Stipendium der Stadt-Basel erhielt, zog er vor sein Studium und seinen Lebensunterhalt selber zu verdienen. In der Folge unterbrach er zwischendurch das Studium, um in Basel in verschiedenen Architekturbüros zu arbeiten.
Wieder in Basel arbeitet er bis etwa 1936 im Architekturbüro von Ernst Rehm (1886–1956). Dieser war ein Förderer junger Künstler und Architekten. Bei ihm hatte Panozzo die Möglichkeit die ersten gossen Wohnbauten mit Flachdach zu realisieren. Als er sich selbständig machte, unterstützte ihn ein befreundeter Basler Geschäftsmann der auch in den folgenden Jahrzehnte Panozzo Bauaufträge vermittelte.
Zwischen 1934 und 1936 baute Panozzo u. a. das Ferien-Pfahlhaus-Müller in Schenkon am Sempachersee, zahlreiche Ferienhäuser im Kanton Tessin sowie die Einrichtung für die ersten Café-Bar «Café Brésil» und das erste Selbstbedienungsrestaurant «Mika» in Basel. Eine Zeitlang beschäftigte er sich mit dem Entwerfen von Möbel die von befreundeten Schreinermeister ausgeführt wurden.
Panozzo arbeitete auch in Arbeitsgemeinschaften mit Freunden aus der Künstlervereinigung Gruppe 33. So bei dem Wettbewerbsentwurf von 1939 für die Allgemeine Gewerbeschule Basel. Für die Entwürfe für Mustermessenhallen 10 und 11 und für den Bebauungsplan für das Gellertareal arbeitete er mit Paul Artaria, Ernst Mumenthaler, Ernst Egeler, Otto Meyer und August Künzle zusammen.
1936 trat er dem Schweizerischen Werkbund bei und 1940 erfolgte die Aufnahme in den Bund Schweizer Architektinnen und Architekten. 1943 leitete und organisierte Panozzo einen Vortragszyklus über Städtebau und Landesplanung in Basel. Zu den Referenten gehörten u. a. Hans Bernoulli, Hans Schmidt, Alfred Roth und Eric Arthur Steiger (1897–1976).
Während des Zweiten Weltkriegs, den Panozzo zum grossen Teil im Aktivdienst verbrachte (1000 Aktivdiensttage), leitete er in Basel, in einer von drei zugeteilten Gruppen, die Vorarbeiten zur Altstadtsanierung. Das Grossprojekt und die damit verbundene Beschäftigung u. a. arbeitsloser Architekten, waren vom Arbeitsbeschaffungsprogramm des Basler Arbeitsrappen unterstützt. Das vollständige Inventar eines grösseren Gebietes, das nun Panozzo als einer der drei Leiter erstellen liess, umfasste die Vermessung und Nutzungsart der Parzellen und den dazu gehörigen, zumeist heruntergekommenen Liegenschaften. Der Massnahmenkatalog sah grundsätzlich eine «Auskernung» der überbauten Innenhöfe vor. 1953 konnte er eine erste und bisher grösste Auskernung an der Petersgasse realisieren.
Giovanni Panozzo trat 1948 dem Schweizerischen Ingenieur- und Architektenverein bei. Von 1960 bis 1962 wirkte er in der regierungsrätlichen Baukommission zur Erstellung einer Sporthalle in Basel mit. In der Folge bekam er den Direktauftrag für die «St. Jakobshalle». Von der Planung über die Bauarbeiten (1970–1977) bis zur Einweihung vergingen zwanzig Jahre. Für dieses Bauwerk erhielt Panozzo 1980 die «Architektur-Auszeichnung für gute Bauten des Kantons Basel-Stadt».
Panozzo gehörte von 1944 bis 1960 der Baurekurskommission des Kantons Basel-Stadt und während fünfzehn Jahren der Planungskommission Riehen an. Von 1950 bis 1952 war er Jurymitglied der Kommission des Kunstkredit Basel-Stadt und wirkte in verschiedenen Preisgerichten als Juror mit.
Als Mitglied der Künstlervereinigung Gruppe 33 trat wegen der fortschreitenden Verpolitisierung künstlerischer Angelegenheiten 1953 aus der Gruppe. 1970 wurde er von der Eidgenossenschaft nach Amsterdam delegiert, um im Europarat bei der Erarbeitung von Richtlinien für Sportanlagen mitzuwirken.
Panozzo arbeitete bis zu seinem 72. Lebensjahr in seinem Architekturbüro in Basel und verbrachte einen guten Teil seiner letzten Lebensjahre in seinem Tessiner Haus in Loco, wo er u. a. seinen botanischen Garten pflegte. Giovanni Panozzo verstarb wenige Tage vor seinem 84. Geburtstag.

## Wichtige Projekte und Bauten (Auswahl)
- 1930: Projekt Schule Törten, Bauhaus Dessau
- 1943: Projekt Rappoltshof und Claraplatz-Gestaltung, Basel
- 1943: Projekt Rheinsprung in Basel: Neugestaltung des Brückenkopfs
- 1947–1950: Baugenossenschafts-Siedlung «Lettenhof», Basel
- 1949–1951: Neubadschulhaus in Basel (zusammen mit Hans Egger)
- 1957–1959: Holbeinschulhaus in Basel. Dieses wurde im Volksmund bald «Palazzo Panozzo» genannt.
- 1959: Ausgestaltung der Mustermesse-Kongresshalle, Basel
- 1959–1961: Gemeindehaus, Post- und Telegrafengebäude, Riehen[2]
- 1970–1977: Sporthalle St. Jakob in Basel